# Bellator 61
 Bellator LXI  foi um evento de artes marciais mistas organizado pelo Bellator Fighting Championships, ocorrido em 16 de março de 2012 no Horeshoe Riverdome em Bossier City, Louisiana. O evento foi transmitido ao vivo na MTV2.

## Background
O evento contou com a revanche da Final do Torneio de Pesados da Quinta Temporada entre Eric Prindle e Thiago Santos. Prindle e Santos se enfrentaram na final do Torneio da Quinta Temporada no Bellator 59, porém a luta foi dada como sem resultado porque Santos chutou a região genital de Prindle. Porém, em 15 de Março, o Bellator anunciou a luta seria atrasada uma semana para o Bellator 62 porque Prindle teve uma gripe.
Esse evento marcou a primeira vez que o Bellator foi ao ar no Brasil no canal Esporte Interativo.